# Nadleśnictwo Rozwadów
Nadleśnictwo Rozwadów – jednostka organizacyjna Lasów Państwowych podległa Regionalnej Dyrekcji Lasów Państwowych w Lublinie. Siedziba nadleśnictwa znajduje się w Stalowej Woli, w powiecie stalowowolskim, w województwie podkarpackim.
Nadleśnictwo obejmuje część powiatów niżańskiego, stalowowolskiego i tarnobrzeskiego
Na terenie nadleśnictwa brak jest rezerwatów przyrody.

## Historia
Nadleśnictwo Rozwadów powstało 29 sierpnia 1946 i objęło znacjonalizowane przez komunistów lasy. Jego siedzibą stało się miasto Rozwadów (obecnie dzielnica Stalowej Woli).
W maju 1957 do nadleśnictwa Rozwadów przyłączono część likwidowanego nadleśnictwa Jadachy. W 1973 włączono do niego nadleśnictwo Rzeczyca Długa. W 1974 nadleśnictwo Rozwadów utraciło część swojego terytorium na rzecz Lasów Doświadczalnych IBL Janów Lubelski. W 1980 w wyniku reorganizacji powiększyło się o byłe nadleśnictwo Ulanów, należące dotychczas do nadleśnictwa Rudnik.

## Drzewostany
Gatunki lasotwórcze lasów nadleśnictwa z ich procentowym udziałem w całkowitej powierzchni:
- sosna 88,10%
- olsza 3,44%
- brzoza 3,35%
- jodła 2,34%
- dąb 2,05%

Udział pozostałych gatunków nie przekracza 1% powierzchni leśnej.